# Jeanette Brakewell
Jeanette Brakewell (Chorley, 4 de febrero de 1974) es una jinete británica que compitió en la modalidad de concurso completo.
Participó en dos Juegos Olímpicos de Verano, obteniendo dos medallas de plata en la prueba por equipos, en Sídney 2000 (junto con Ian Stark, Philippa Funnell y Leslie Law) y en Atenas 2004 (con Mary King, Leslie Law, Philippa Funnell y William Fox-Pitt).
Ganó dos medallas en el Campeonato Mundial de Concurso Completo de 2002 y cuatro medallas de oro en el Campeonato Europeo de Concurso Completo entre los años 1999 y 2005.

## Palmarés internacional
| Juegos Olímpicos   | Juegos Olímpicos              | Juegos Olímpicos  | Juegos Olímpicos |
| Año                | Lugar                         | Medalla           | Categoría        |
| ------------------ | ----------------------------- | ----------------- | ---------------- |
| 2000               | Sídney (Australia)            | Medalla de plata  | Por equipos      |
| 2004               | Atenas (Grecia)               | Medalla de plata  | Por equipos      |
| Campeonato Mundial |                               |                   |                  |
| Año                | Lugar                         | Medalla           | Categoría        |
| 2002               | Jerez de la Frontera (España) | Medalla de plata  | Individual       |
| 2002               | Jerez de la Frontera (España) | Medalla de bronce | Por equipos      |
| Campeonato Europeo |                               |                   |                  |
| Año                | Lugar                         | Medalla           | Categoría        |
| 1999               | Luhmühlen (Alemania)          | Medalla de oro    | Por equipos      |
| 2001               | Pau (Francia)                 | Medalla de oro    | Por equipos      |
| 2003               | Punchestown (Irlanda)         | Medalla de oro    | Por equipos      |
| 2005               | Blenheim (Reino Unido)        | Medalla de oro    | Por equipos      |